# Göran Stangertz
Göran Nils Robert Stangertz (Flen, Suecia, 19 de julio de 1944 – Helsingborg, Suecia, 27 de octubre de 2012) fue un actor, cineasta y director de arte sueco en Helsingborgsteatern. Ganó el más prestigioso premio de Suecia, el Premio Guldbagge, en dos ocasiones en la categoría a mejor papel principal masculino por su papel en Det sista äventyret (La última aventura) y Spring för livet (Corre por tu vida).